# Alexandr Mazur
Alexandr Mazur (* 19. Juni 2005) ist ein moldauischer Leichtathlet, der sich auf das Kugelstoßen spezialisiert hat und auch im Diskuswurf an den Start geht.

## Sportliche Laufbahn
Erste internationale Erfahrungen sammelte Alexandr Mazur im Jahr 2021, als er bei den U18-Balkan-Meisterschaften in Kraljevo mit 16,52 m und 48,61 m jeweils den sechsten Platz im Kugelstoßen und im Diskuswurf belegte. Im Jahr darauf gewann er bei den U20-Balkan-Hallenmeisterschaften in Belgrad mit 17,23 m die Silbermedaille mit der 6-kg-Kugel und im Sommer belegte er bei den U18-Balkan-Meisterschaften in Bar mit 18,28 m und 50,88 m jeweils den vierten Platz im Kugelstoßen und im Diskuswurf. Daraufhin wurde er bei den U18-Europameisterschaften in Jerusalem mit 18,40 m Vierter im Kugelstoßen und verpasste mit dem Diskus mit 53,01 m den Finaleinzug. 2023 wurde er bei der 2. Liga der Team-Europameisterschaft im Rahmen der Europaspiele in Chorzów mit 15,58 m 15. im Kugelstoßen und erreichte im Diskusbewerb mit 49,29 m Rang 13. Anschließend schied er bei den U20-Europameisterschaften in Jerusalem mit 17,49 m in der Qualifikationsrunde im Kugelstoßen aus. Im Jahr darauf siegte er mit 20,00 m bei den U20-Balkan-Hallenmeisterschaften in Belgrad und im August wurde er bei den U20-Weltmeisterschaften in Lima mit 20,23 m Vierter. 2025 belegte er bei den Balkan-Hallenmeisterschaften in Belgrad mit 19,14 m den fünften Platz. Im Juni wurde er bei der 3. Liga der Team-Europameisterschaft in Maribor mit 18,70 m Dritter im Kugelstoßen hinter dem Georgier Giorgi Mudscharidse und Mesud Pezer aus Bosnien und Herzegowina und gelangte im Diskusbewerb mit 45,16 m auf Rang neun. Anschließend belegte er bei den U23-Europameisterschaften in Bergen mit 18,79 m den fünften Platz im Kugelstoßen, ehe er bei den Balkan-Meisterschaften in Volos mit 18,47 m den achten Platz belegte.
2025 wurde Mazur moldauischer Meister im Kugelstoßen sowie im Diskuswurf. Zudem wurde er 2024 und 2025 Hallenmeister im Kugelstoßen.

## Persönliche Bestleistungen
- Kugelstoßen: 19,71 m, 22. Februar 2025 in Chișinău
- Diskuswurf: 52,12 m, 1. März 2025 in Chișinău